# 甘木車站
甘木車站（日语：／ Amagi eki */?）是位於日本九州福岡縣朝倉市甘木、屬於甘木鐵道與西日本鐵道（西鐵）的鐵路車站。雖然名稱相同，但兩家公司的同名車站並不是真的相連在一起，而是保持了約100公尺左右的距離。甘木車站是甘木鐵道甘木線與西鐵甘木線的終點站與轉車點，其中甘木鐵道所屬的甘木車站同時也是該公司總社的所在地，而西鐵甘木車站則是該公司現存最古老的車站站房，建於1948年（昭和23年）。

## 車站構造
甘木鐵道甘木車站採平面車站設計，配置有兩座島式月台共三條乘車線。
西鐵甘木車站部分，同樣也是平面車站，設置有島式月台一座與兩條乘車線。

## 历史
- 1921年12月8日 - 配合西日本鐵道甘木線的通車，西鐵甘木車站啟用。
- 1939年4月28日 - 日本國鐵甘木線通車，國鐵甘木車站啟用。
- 1986年4月1日 - 原屬國鐵的甘木線轉移由新成立的第三部門鐵路公司甘木鐵道接手營運，更名為甘木鐵道甘木線。

## 相鄰車站
甘木鐵道
■ 甘木線
高田－甘木
西日本鐵道
■ 甘木線
馬田－甘木